# Ryuzo Shimizu
Ryuzo Shimizu (清水 隆三, Shimizu Ryuzo, 30 september 1902 – ?) was een Japans voetballer die als aanvaller speelde.

## Japans voetbalelftal
Ryuzo Shimizu maakte op 23 mei 1923 zijn debuut in het Japans voetbalelftal tijdens een Spelen van het Verre Oosten tegen Filipijnen. Ryuzo Shimizu debuteerde in 1923 in het Japans nationaal elftal en speelde 2 interlands, waarin hij 1 keer scoorde.

## Statistieken
| Japans voetbalelftal | Japans voetbalelftal | Japans voetbalelftal |
| Jaar                 | Duels                | Goals                |
| -------------------- | -------------------- | -------------------- |
| 1923                 | 2                    | 1                    |
| Totaal               | 2                    | 1                    |